# Pargitaguse
Pargutaguse − wieś w Estonii, w prowincji Virumaa Wschodnia, w gminie Jõhvi.